# Војводство подласко
Војводство Подласко (пољ. Województwo podlaskie, блр. Padlaskaje vajavodstva, литв. Palenkės vaivadija) је једно од 16 пољских војводства. Основано је 1. јануара 1999. године. Налази се у североистичном делу Пољске. Кроз централни део војводства протиче река Нарев. Седиште војводства је Бјалисток.

## Географија
| Детаљни подаци         |                       |
| Села                   | 3.272                 |
| Солецтва               | 3.307                 |
| Општине                | 118                   |
| Градови                | 36                    |
| Powiaty                | 17                    |
| Пољопривредно земљиште | 1.200.600             |
| Густина путева         | 52,4 100              |
| Приход по становнику   | 1.106                 |
| Стопа незапослености   | 10,4% (новембар 2007) |

### Положај
Војводство Подласко се налази на терену Подласке низије, Сувалског појезерја и Мазовјецке низије.
Ово војводство се граничи са:
- Белорусијом 260
- Литванијом ok. 100
- Војводством Лублин
- Војводством Мазовским
- Војводством Варминско-Мазурским

### Градови
У војводству се налази 35 градова, од којих 3 града имају статус повјата. Градови су поређани по броју становника (подаци од 31. децембра 2005)
1. Бјалисток (пољ. Białystok) – 294.830 (102 km²)
2. Сувалки (пољ. Suwałki) – 69.268 (65,50 km²)
3. Ломжа (пољ. Łomża) – 63.819 (32,71 km²)
4. Аугустов (пољ. Augustów) – 29.971 (80,93 km²)
5. Бјелск Подласки (пољ. Bielsk Podlaski) – 26.893 (26,88 km²)
6. Замбров (пољ. Zambrów) – 22.782 (19,02 km²)
7. Грајево (пољ. Grajewo) – 22.718 (18,93 km²)
8. Хајновка (пољ. Hajnówka) – 22.159 (21,29 km²)
9. Соколка (пољ. Sokółka) – 18.945 (18,61 km²)
10. Лапи – 16.611 (11,90 km²)
11. Сјемјатиче (пољ. Siemiatycze) – 15.178 (36,25 km²)
12. Колно (пољ. Kolno) – 10.772 (25,08 km²)
13. Моњки (пољ. Mońki) – 10.461 (7,66 km²)
14. Чарна Бјалостоцка (пољ. Czarna Białostocka) – 9.611 (14,28 km²)
15. Високје Мазовјецкје (пољ. Wysokie Mazowieckie) – 9.279 (15,24 km²)
16. Василков (пољ. Wasilków) – 8.872 (28,15 km²)
17. Домброва Бјалостоцка (пољ. Dąbrowa Białostocka) – 6.165 (22,64 km²)
18. Сејни (пољ. Sejny) – 5.971 (4,49 km²)
19. Хорошч (пољ. Choroszcz) – 5.424 (16,79 km²)
20. Ћехановјец (пољ. Ciechanowiec) – 4.923 (26,01 km²)
21. Супрасл (пољ. Supraśl) – 4.554 (5,68 km²)
22. Брањск (пољ. Brańsk) – 3.800 (32,43 km²)
23. Шчучин (пољ. Szczuczyn) – 3.576 (13,23 km²)
24. Книшин (пољ. Knyszyn) – 2.851 (23,68 km²)
25. Липск (пољ. Lipsk) – 2.500 (4,97 km²)
26. Стависки (пољ. Stawiski) – 2.455 (13,28 km²)
27. Заблудов (пољ. Zabłudów) – 2.396 (14,30 km²)
28. Суховола (пољ. Suchowola) – 2.255 (25,95 km²)
29. Дрохичин (пољ. Drohiczyn) – 2.092 (15,68 km²)
30. Новогрод (пољ. Nowogród) – 2.014 (20,55 km²)
31. Једвабне (пољ. Jedwabne) – 1.908 (11,47 km²)
32. Тикоћин (пољ. Tykocin) – 1.906 (28,96 km²)
33. Гоњондз (пољ. Goniądz) – 1.903 (4,28 km²)
34. Рајгрод (пољ. Rajgród) – 1.677 (35,18 km²)
35. Клешчеле (пољ. Kleszczele) – 1.438 (46,71 km²)
36. Сураж (пољ. Suraż) – 980 (33,86 km²)

### Становништво
Војводство Подласко је етнички и културно најразноврсније војводство у Пољској. Вековима на овим просторима живе разни народи. Сем Пољака у овом војводству живе и:
- Белоруси (око 48.000)
- Литванци (око 6.000)
- Татари (око 5.000)
- Руси
- Украјинци
- Роми
- Јевреји

У овом војводству се налази и највећи број православаца у Пољској (око 300.000).